# Восстановимость
Восстанови́мость в металлургии — свойство рудной массы, окатышей или агломерата отдавать газообразному восстановителю кислород, связанный атомами железа.
Восстановимость измеряют либо как скорость потери массовой доли кислорода (%/мин), либо в процентах массы кислорода за фиксированный промежуток времени. Как правило, эта величина носит название степени восстановления [R]. Высокая восстановимость руды позволяет сократить срок её пребывания в доменной печи, что позволяет существенно увеличить скорость плавки и снижает потребности кокса на выплавку чугуна.
Промышленная методика замера восстановимости регламентируется ГОСТом 21707-76 и заключается в непрерывном контроле изменения массы пробы материала в ходе восстановления водородом при температуре 800 ± 10 °C.